# Andrzej Długosz
Andrzej Długosz – polski ekspert w dziedzinie komunikacji strategicznej, założyciel i współwłaściciel agencji PR Cross Media PR. Jest również aktywny w obszarze doradztwa politycznego oraz public affairs.

## Kariera zawodowa
Andrzej Długosz rozpoczął swoją karierę zawodową w Burson-Marsteller, globalnej agencji PR, gdzie pełnił funkcję w pionie public affairs. Następnie, w Grupie Żywiec, objął stanowisko dyrektora ds. korporacyjnych, odpowiedzialnego za komunikację i strategię w firmie. 
W 1997 roku współpracował z Unią Wolności, udzielając wsparcia w kampanii wyborczej, co przyczyniło się do sukcesu tej partii w wyborach parlamentarnych. W kolejnych latach angażował się w doradztwo komunikacyjne dla różnych kandydatów i ugrupowań politycznych, szczególnie centroprawicowych, przygotowując strategie komunikacyjne, wystąpienia i posty.  
W latach 2000–2005 Długosz pełnił funkcję członka i przewodniczącego Rady Nadzorczej Polskiego Radia, a także członka Rady Nadzorczej Telewizji Polskiej S.A. W latach 2012–2016 pełnił funkcję wiceprezydenta Pracodawców RP, angażując się w działania na rzecz poprawy klimatu gospodarczego w Polsce. 
W 2000 roku założył Cross Media PR, agencję specjalizującą się w public relations, komunikacji kryzysowej oraz public affairs.  
Andrzej Długosz odegrał również istotną rolę w działalności lobbingowej na rzecz branży piwowarskiej w Polsce. W 2002 roku jego agencja, Cross Media PR, reprezentowała interesy przemysłu piwowarskiego, w tym Grupy Żywiec, starając się wpłynąć na kształtowanie polityki państwowej w zakresie reklamy alkoholu. Działania te były skierowane na złagodzenie restrykcyjnych przepisów dotyczących reklamy piwa, co umożliwiło reklamowanie piwa w telewizji po godzinie 23:00. Długosz był również zaangażowany w proces legislacyjny związany z legalizacją reklamy piwa, podkreślając znaczenie branży piwowarskiej w tym zakresie.

## Inwigilacja przy pomocy Pegasusa
W 2022 roku Andrzej Długosz zeznawał przed Senacką Komisją ds. nielegalnej inwigilacji, ujawniając, że jego telefon został zainfekowany oprogramowaniem szpiegującym Pegasus. Zgodnie z raportem Amnesty International, jego urządzenie było monitorowane 61 razy, a zebrano z niego około 2 GB danych. Długosz złożył zawiadomienie do prokuratury, jednak początkowo odmówiono wszczęcia śledztwa. Dopiero po interwencji sądowej sprawa została ponownie rozpatrzona.

## Kontrowersje
W 2005 roku Andrzej Długosz został zatrzymany przez Centralne Biuro Śledcze w związku z zarzutami dotyczącymi oszustw podatkowych i prania brudnych pieniędzy. Prokuratura oskarżyła go o wyłudzenie ponad 2 milionów złotych poprzez fikcyjny obrót fakturami VAT. [8] Po zatrzymaniu Długosz został zwolniony z aresztu po wpłaceniu poręczenia majątkowego w wysokości 150 tys. zł. W 2006 roku prokuratura skierowała akt oskarżenia przeciwko niemu i sześciu innym osobom. Długosz nie przyznawał się do winy, twierdząc, że nie miał wiedzy o nieprawidłowościach u podwykonawców. W 2011 roku zarzuty wobec niego zostały ostatecznie umorzone.